# Hamao Arata
Hamao Arata (Toyooka, 20 aprile 1849 – 25 settembre 1925) è stato un politico e educatore giapponese.
Era attivo nel Monbu-shō (attuale Monka-shō) e come presidente di istituzioni come l'Università Imperiale di Tokyo. Hamao fu anche, molto brevemente, Signore Custode del Sigillo della Corona del Giappone. Fu nobilitato come barone il 23 settembre 1907 ed passato come visconte il 25 novembre 1921.